# Kup europskih prvaka za amatere (ragbi)
Kup europskih prvaka za amaterske klubove je klupsko natjecanje u kojem se natječu najbolje europske amaterske ragbijske momčadi.
Međunarodni službeni naziv za ovo natjecanje je European clubs championship. Smatra ga se trećim po snazi europskim ragbijskim natjecanjem, iza Heineken Cupa i Shield Cupa.
Natjecanje je pokrenuto 2005. godine.
Rezultati dosadašnjih kupova:
```
Sezona     Pobjednik     Finalist    Rezultat 

2005.
   

2006.
   
 
Slava Zenit
  
 
Nada
  24:21 (7:21)
```